# ديل بور إيدج

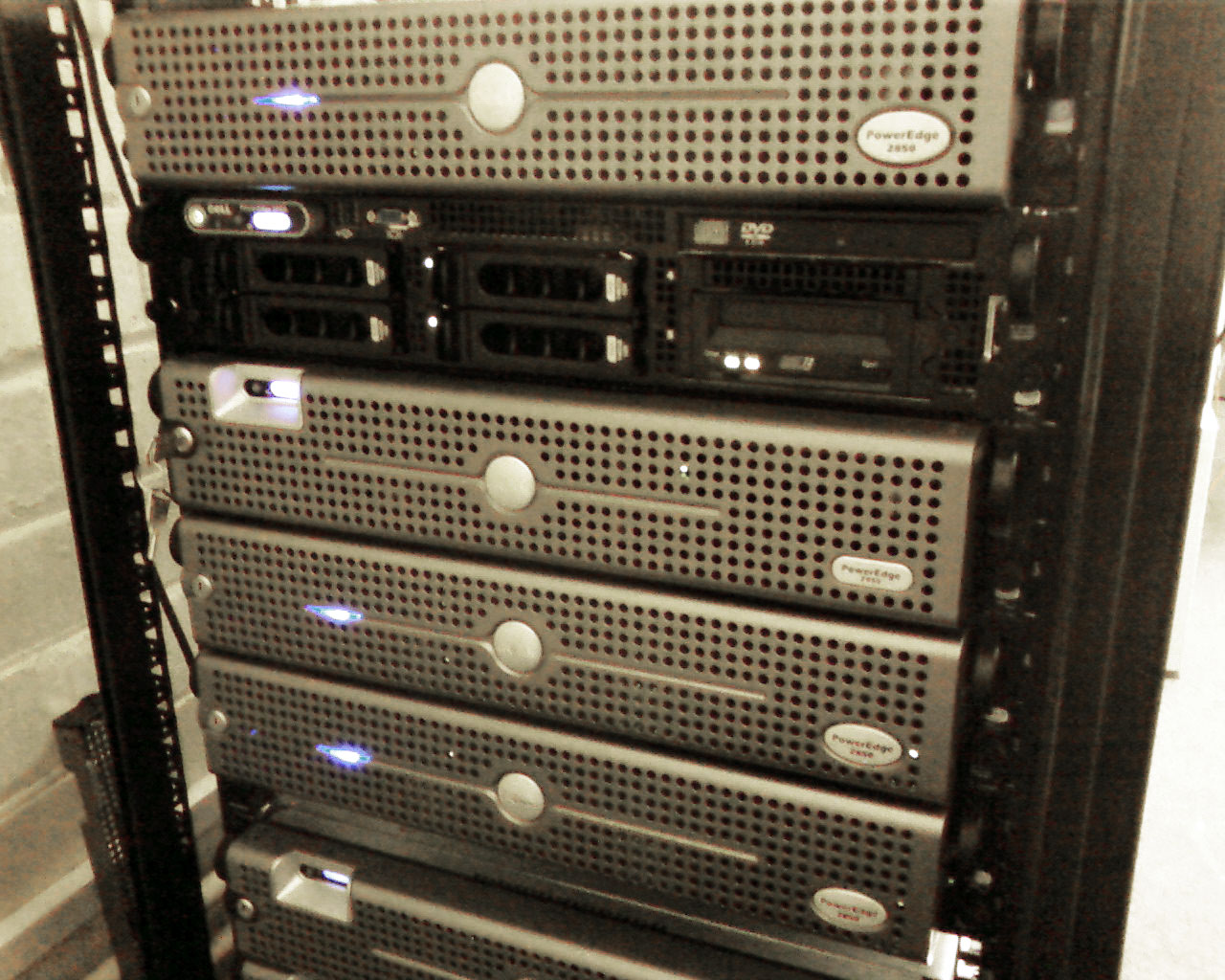
خادم ديل بور إيدج 2950

ديل بور إيدج (بالإنجليزية: Dell PowerEdge)‏ ويرمز له اختصاراً (PE) وهو خط في شركة ديل لإنتاج الخوادم. معظم خوادم بور إيدج تستخدم معمارية x86 وكان من الاستثناء المبكر خوادم PowerEdge 3250, PowerEdge 7150, and PowerEdge 7250، التي استخدمت معالج إيتانيوم من إنتل ولكن ديل تخلت عن معالج إيتانيوم في عام 2005 بعد فشل بيعه في السوق. لكن استمرت الشراكة بين ديل وإنتل التي استمرت بتزويدها حصرياً بالمعالجات للخوادم حتى عام 2006. واعلنت ديل في عام 2006 أنها تعتزم تطوير خوادم بمعالجات إيه إم دي أبترون. وأنظمة بور إيدج أول ما بنيت على خادم بمعالج إيه إم دي أبترون PowerEdge 6950 وPowerEdge SC1435، التي ظهرت في أكتوبر 2006.